# Tan Hill
Divindade do fogo na mitologia celta.
Seu dia é comemorado em 6 de agosto.
A maioria dos antigos festivais Celtas eram rituais do fogo.
O termo celta tan ou teine é utilizado ainda hoje em muitos topônimos britânicos, como Tan Hill, que significa Colina de Fogo.
O fogo dava luz e calor nas noites frias, representando também o princípio fundamental da energia pura.
RITUAL PARA TAN HILL
Acenda três velas vermelhas formando um triângulo, ficando você no centro. Peça a ajuda de Tan Hill para atrair os favores das salamandras. Jogue nas chamas das três velas um pouco de purpurina ou glitter, dizendo: "Assim como esta chama cresce, tudo o que eu fizer crescerá. Assim como a chama aquece, tudo o que eu fizer aquecerá o coração das pessoas. Assim seja feito."
(FEU, 2009)
Bibliografia
FEU, Eddie Van. Diário Vida e Magia 2010. Rio de Janeiro: Linhas Tortas, 2009.